# Brez povratka 2
Brez povratka 2 (izvirni angleški naslov Final Destination 2) je ameriška nadnaravna grozljivka iz leta 2003, delo režiserja Davida R. Ellisa. Scenarij sta napisala J. Mackye Gruber in Eric Bress po zgodbi, ki sta jo ustvarila v sodelovanju z avtorjem serije Jefferyjem Reddickom. Film je nadaljevanje Brez povratka iz leta 2000 in drugi del istoimenske filmske serije.
Po finančnem uspehu Brez povratka se je distributer New Line Cinema dogovoril z Reddickom o nadaljevanju. Film so snemali v Vancouvru in ob jezeru Okanagan. Brez povratka 2 je izšel 31. januarja 2003, 22. julija 2003 pa je bil izdan tudi na DVD, vključno s komentarji, izbrisanimi prizori, dokumentarci in ostalimi posnetki. 
Film je prejel mešane odzive. Kritiki so ga označili za »nesmiselnega in nadležnega« ter za »preveč podobnega prvemu filmu«, v bolj pozitivnih recenzijah pa za »pravi film za oboževalce grozljivk«, za »film, ki pokaže pravi odnos med strahom in smehom« ter za »pravo zabavo glede na današnje grozljivke«. S predvajanjem po vsem svetu je prinesel 90 milijonov USD prihodkov. Nominiran je bil za štiri nagrade, vključno za nagrado Saturn za najboljšo grozljiivko. 

## Vsebina
Leto po dogodkih v prvem filmu se študentka Kimberly Corman odpravi v Daytona Beach na Floridi za poletne počitnice s prijatelji Shaino McKlank, Danom Estevezem in Frankiejem Whitmanom. Na poti tja Kimberly doživi vizijo, v kateri vidi verižno avtomobilsko trčenje, v katerem umrejo vsi vpleteni. Ustavi se na uvozu na avtocesto, zato prepreči nadaljevanje poti več ljudem, vključno z zmagovalcem loterije Evanom Lewisom, vdovo Noro Carpenter in njenim petnajstletnim sinom Timom, poslovnico Kat Jennings, zadetkom Roryem Petersom, nosečo Isabello Hudson, srednješolsko učiteljico Eugene Dix in namestnikom Thomasom Burkom. Thomas izpraša Kimberly, medtem pa zares pride do nesreče, v kateri umrejo Shaina, Dano in Frankie.
Preživeli na policijski postaji izvejo za prekletstvo leta 180. Kasneje v verižni reakciji umre Evan, na katerega pade lestev. Thomas raziskuje okoliščine leta 180 in izve, da je Alexa Browninga ubila opeka, ki je padla nanj. Kimberly obišče edino preživelo leta 180, Clear Rivers, ki je prostovoljno zaprta v psihiatrični bolnišnici. Clear zavrne kakršnokoli pomoč, vendar ko izve, da preživeli umirajo po vrstnem redu, jo opozori, naj pazi na »znamenja« Smrti. Ko Kimberly pride domov, doživi še eno vizijo, zato skupaj s Thomasom odhitita na pomoč k Nori in Timu, vendar sta prepozna in Tim umre. Clear se odloči, da bo pomagala preživelim, zato Kimberly in Thomasa predstavi pogrebniku Williamu Bludworthu, ki jim pove, da lahko samo »novo življenje« premaga Smrt. Tako so prepričani, da bo načrt Smrti propadel in vsi bodo rešeni, če bo Isabella rodila.
Isabella skozi film uspešno rodi sina, preživita pa le Kimberly in Thomas. Vendar ker Isabella v viziji niti ne bi umrla, se načrt Smrti še kar nadaljuje.

## Igralci
- Ali Larter kot Clear Rivers
- A.J. Cook kot Kimberly Corman
- Michael Landes kot Thomas Burke
- David Paetkau kot Evan Lewis
- James Kirk kot Tim Carpenter
- Lynda Boyd kot Nora Carpenter
- Keegan Connor Tracy kot Kat Jennings
- Jonathan Cherry kot Rory Peters
- T.C. Carson kot Eugene Dix
- Justina Machado kot Isabella Hudson
- Tony Todd kot William Bludworth
- Sarah Carter kot Shaina McKlank
- Alex Rae kot Dano Estevez
- Shaun Sipos kot Frankie Whitman
- Andrew Airlie kot Michael Corman
- Noel Fisher kot Brian Gibbons
- Enid-Raye Adams kot Dr. Kalarjian
- Aaron Douglas kot namestnik Steve Adams